# Campionati mondiali di canoa/kayak 1981
I 16esimi Campionati mondiali di canoa/kayak si sono svolti a Nottingham (Regno Unito) nel 1981.

## Medagliere
| Pos. | Paese            | Oro | Argento | Bronzo | Totale |
| ---- | ---------------- | --- | ------- | ------ | ------ |
| 1    | Germania Est     | 7   | 2       | 2      | 11     |
| 2    | Unione Sovietica | 6   | 4       | 2      | 12     |
| 3    | Ungheria         | 3   | 3       | 2      | 8      |
| 4    | Romania          | 1   | 3       | 2      | 6      |
| 5    | Norvegia         | 1   | 0       | 1      | 2      |
| 6    | Svezia           | 0   | 2       | 3      | 5      |
| 7    | Polonia          | 0   | 2       | 1      | 3      |
| 8    | Jugoslavia       | 0   | 2       | 0      | 2      |
| 9    | Cecoslovacchia   | 0   | 0       | 2      | 2      |
| 10   | Bulgaria         | 0   | 0       | 1      | 1      |
| 10   | Germania Ovest   | 0   | 0       | 1      | 1      |
| 10   | Gran Bretagna    | 0   | 0       | 1      | 1      |

## Medaglie Canoa

### C1 500m
| Posizione | Atleta               | Paese            | Tempo |
| --------- | -------------------- | ---------------- | ----- |
|           | Olaf Heukrodt        | Germania Est     |       |
|           | Gennadiy Liseichikov | Unione Sovietica |       |
|           | Janos Sarusi Kis     | Ungheria         |       |

### C1 1000m
| Posizione | Atleta        | Paese          | Tempo |
| --------- | ------------- | -------------- | ----- |
|           | Ulrich Papke  | Germania Est   |       |
|           | Tamás Buday   | Ungheria       |       |
|           | Jiri Vrdlovec | Cecoslovacchia |       |

### C1 10000m
| Posizione | Atleta            | Paese            | Tempo |
| --------- | ----------------- | ---------------- | ----- |
|           | Tamás Wichmann    | Ungheria         |       |
|           | Matija Ljubek     | Jugoslavia       |       |
|           | Sergei Liminovich | Unione Sovietica |       |

### C2 500m
| Posizione | Atleta                              | Paese            | Tempo |
| --------- | ----------------------------------- | ---------------- | ----- |
|           | László Foltán István Vaskuti        | Ungheria         |       |
|           | Vigantas Chekajtis Ėdem Muradasilov | Unione Sovietica |       |
|           | Sevdalin Ilkov Lubomir Lubenov      | Bulgaria         |       |

### C2 1000m
| Posizione | Atleta                              | Paese            | Tempo |
| --------- | ----------------------------------- | ---------------- | ----- |
|           | Ivan Patzaichin Toma Simionov       | Romania          |       |
|           | Olaf Heukrodt Uwe Madeja            | Germania Est     |       |
|           | Vigantas Chekajtis Ėdem Muradasilov | Unione Sovietica |       |

### C2 10000m
| Posizione | Atleta                        | Paese          | Tempo |
| --------- | ----------------------------- | -------------- | ----- |
|           | Tamás Buday László Vaskuti    | Ungheria       |       |
|           | Ivan Patzaichin Toma Simionov | Romania        |       |
|           | Petr Kubicek Jiri Vrdlovec    | Cecoslovacchia |       |

## Medaglie Kayak

### K1 500m
| Posizione | Atleta                | Paese            | Tempo |
| --------- | --------------------- | ---------------- | ----- |
|           | Uladzimir Parfjanovič | Unione Sovietica |       |
|           | Ion Bîrlădeanu        | Romania          |       |
|           | Lars-Erik Moberg      | Svezia           |       |

| Posizione | Atleta           | Paese        | Tempo |
| --------- | ---------------- | ------------ | ----- |
|           | Birgit Fischer   | Germania Est |       |
|           | Éva Rakusz       | Ungheria     |       |
|           | Agneta Andersson | Svezia       |       |

### K1 1000m
| Posizione | Atleta          | Paese        | Tempo |
| --------- | --------------- | ------------ | ----- |
|           | Rüdiger Helm    | Germania Est |       |
|           | Ion Bîrlădeanu  | Romania      |       |
|           | Eimar Rasmussen | Norvegia     |       |

### K1 10000m
| Posizione | Atleta          | Paese      | Tempo |
| --------- | --------------- | ---------- | ----- |
|           | Eimar Rasmussen | Norvegia   |       |
|           | Milan Janić     | Jugoslavia |       |
|           | István Fabian   | Ungheria   |       |

### K2 500m
| Posizione | Atleta                                 | Paese            | Tempo |
| --------- | -------------------------------------- | ---------------- | ----- |
|           | Uladzimir Parfjanovič Sergei Souperata | Unione Sovietica |       |
|           | Waldemar Merk Daniel Weina             | Polonia          |       |
|           | Frank Fischer Bernd Fleckeisen         | Germania Est     |       |

| Posizione | Atleta                                     | Paese        | Tempo |
| --------- | ------------------------------------------ | ------------ | ----- |
|           | Carsta Kühn Birgit Fischer                 | Germania Est |       |
|           | Agneta Andersson Susanne Wiberg-Gunnarsson | Svezia       |       |
|           | Agafia Buhaev Maria Ștefan                 | Romania      |       |

### K2 1000m
| Posizione | Atleta                                 | Paese            | Tempo |
| --------- | -------------------------------------- | ---------------- | ----- |
|           | Uladzimir Parfjanovič Sergei Souperata | Unione Sovietica |       |
|           | Frank Fischer Bernd Fleckeisen         | Germania Est     |       |
|           | Waldemar Merk Daniel Weina             | Polonia          |       |

### K2 10000m
| Posizione | Atleta                                  | Paese            | Tempo |
| --------- | --------------------------------------- | ---------------- | ----- |
|           | Nikolai Astapkovich Vladimir Romanovski | Unione Sovietica |       |
|           | István Joós István Szabó                | Ungheria         |       |
|           | Ion Bîrlădeanu Nicusor Eseanu           | Romania          |       |

### K4 500m
| Posizione | Atleta                                                              | Paese            | Tempo |
| --------- | ------------------------------------------------------------------- | ---------------- | ----- |
|           | Igor Gajadamaka Sergei Krivocheev Igor Polianis Alexander Vodovatov | Unione Sovietica |       |
|           | Per-Inge Bengtsson Lars-Erik Moberg Jens Nordqvist Thomas Ohlsson   | Svezia           |       |
|           | Peter Bischof Rüdiger Helm Harald Marg André Wohllebe               | Germania Est     |       |

| Posizione | Atleta                                                                | Paese            | Tempo |
| --------- | --------------------------------------------------------------------- | ---------------- | ----- |
|           | Carsta Kühn Roswitha Eberl Birgit Fischer Kathrin Stoll               | Germania Est     |       |
|           | Natalia Filonitch Larisa Natviga Inna Chipoulina Liubov Orekhova      | Unione Sovietica |       |
|           | Agneta Andersson Eva Karlsson Katrin Olsson Susanne Wiberg-Gunnarsson | Svezia           |       |

### K4 1000m
| Posizione | Atleta                                                                    | Paese            | Tempo |
| --------- | ------------------------------------------------------------------------- | ---------------- | ----- |
|           | Peter Bischof Rüdiger Helm Harald Marg Peter Hempel                       | Germania Est     |       |
|           | Nikolai Baranov Aleksander Ermilov Sergei Kolokolov Aleksander Volkovskiy | Unione Sovietica |       |
|           | Andreas Flunker Frank Renner Oliver Kegel Oliver Seack                    | Germania Ovest   |       |

### K4 10000m
| Posizione | Atleta                                                              | Paese            | Tempo |
| --------- | ------------------------------------------------------------------- | ---------------- | ----- |
|           | Sergei Kolokolov Vasilii Silenkov Nikolai Baranov Aleksandr Ermilov | Unione Sovietica |       |
|           | Leszek Jamrozinski Andrzej Klimas Ryzsard Oborski Zdzislaw Szubski  | Polonia          |       |
|           | Stephen Brown Christoph Canham Stephen Jackson Alan Williams        | Regno Unito      |       |